# سالواتوره آکورسی
سالواتوره آکورسی (انگلیسی: Salvatore Accursi؛ زادهٔ ۳ فوریهٔ ۱۹۷۸) بازیکن فوتبال اهل ایتالیا است.
از باشگاه‌هایی که در آن بازی کرده‌است می‌توان به باشگاه فوتبال پروجا، باشگاه فوتبال مسینا، باشگاه فوتبال سالرنیتانا، باشگاه فوتبال کالیاری، و باشگاه فوتبال ناپولی اشاره کرد.